# 圣尼古拉-拉斯特拉达
圣尼古拉-拉斯特拉达（義大利語：San Nicola la Strada），是意大利卡塞塔省的一个市镇。总面积4.7平方公里，人口21403人，人口密度4553.8人/平方公里（2009年）。ISTAT代码为061078。